# Ensana Health Spa Hotels (Mariánské Lázně)
Ensana Health Spa Hotels v Mariánský Lázních, dříve Danubius Health Spa Resort Classic Collection Nové & Centrální Lázně a Konferenční centrum Casino je hotelový komplex v Mariánských Lázních, který tvoří hotely Hvězda, Centrální lázně, Nové lázně, Pacifik, Svoboda, Vltava a Butterfly. Komplex se nachází v oblasti mezi Reitenbergerovou a Dusíkovou ulicí, Goethovým náměstím a Lázeňskou ulicí, v těsné blízkosti lázeňských parků a hlavní kolonády. První tři ze zmíněných čtyř budov komplexu jsou chráněnými kulturními památkami.

## Nové lázně
Správu Mariánských Lázní mělo ve svých rukou opatství tepelského kláštera. Původní budova Nových lázní byla postavena v letech 1827–1828, na sklonku éry opata Reitenbergera, podle projektu Josefa Esche. Na konci 19. století, kdy Mariánské Lázně zažívaly největší rozkvět a město začali navštěvovat bohatí návštěvníci, politici, panovníci, zámožná ruská velkoknížata i západní milionáři, se opatství rozhodlo postavit lázeňskou budovu pro prominentní hosty. Proto byly v letech 1893–1896 Nové lázně dle projektu zdejšího rodáka, architekta Josefa Schaffera přestavěny na luxusní lázeňskou budovu ve stylu monumentální novorenesance.
Mezi pravidelné návštěvníky tohoto hotelu patřil například britský král Eduard VII. Po návštěvě anglického prince Edwarda hraběte z Wessexu roku 2005 hotel zahájil pětihvězdičkový provoz.
Lázeňský hotel Nové lázně poskytuje léčebné procedury využívající přírodní léčivé zdroje, vodoléčbu v komplexu Římských lázní, které jsou dodnes zachovány v původním stavu z roku 1893 a doposud plně funkční. Léčba je zaměřena na nemoci pohybového aparátu a poruchy prokrvení orgánů, obezitu, nemocí ledvin a močových cest, nemoci dýchacích cest a poruchy potence. Zvláštní nabídkou je i minerální koupel v Královské kabině a Císařské kabině, které ke svému léčení využívali britský král Eduard VII. a rakouský císař František Josef I.

## Centrální lázně
V budově hotelu Centrální lázně jsou v provozu Staré lázně.

## Společenský dům Casino
Budova společenského domu Casino byla vystavěná v letech 1899–1901 ve stylu italské novorenesance.
Pravidelně se zde konají četné kulturní akce, konference a slavnostní hostiny. V roce 1904 zde vystoupila česká operní pěvkyně Ema Destinnová a její vystoupení vyvolalo obrovský ohlas. V roce 1946 se právě zde konal 1. mezinárodní filmový festival v tehdejším Československu, který se od druhého ročníku pořádá v Karlových Varech. Od 22. do 14. dubna 2009 se v sálech společenského domu Casino konalo neformální zasedání ministrů pro místní rozvoj v rámci předsednictví České republiky v Radě Evropské unie.

## Mariiny lázně
Mariiny neboli Slatinné lázně (Moorbad) byly v blízkosti pavilónu Mariina pramene vybudovány v letech 1881–1882 podle návrhu architekta Friedricha Zicklera. V přízemí bylo 34 kabin slatinných koupelí se samostatnými odpočívárnami a šatnami, dále zde byla rozlehlá prosvětlená hala s relaxačními lůžky. Celkovou slatinnou koupel poprvé vyzkoušel v roce 1823 Dr. Heidler, Mariánským lázním je v tom přičítáno světové prvenství. Dr. Nehr, jeden ze zakladatelů Mariánských Lázní, používal slatinu pro zábaly rukou a nohou. V roce 1903 se zde poskytovalo více než 1 000 procedur denně.
Ke komplexu byly Mariiny lázně připojeny v roce 2011.

## Vytvoření komplexu
Na jaře roku 2007 byl slavnostně otevřen koridor mezi budovami Nových lázní, Casina a Centrálních lázní. Vznikl z nich jeden lázeňský komplex, který od června 2007 nesl název Danubius Health Spa Resort Classic Collection Nové & Centrální Lázně a Konferenční centrum Casino. Patřil do mezinárodní sítě lázeňských hotelů Danubius Hotels Group a byl zapsán na seznamu nejluxusnějších lázeňských hotelů Evropy The Royal Spas of Europe. Od 1. září 2009 hotelový komplex řídil nový ředitel Karel Kalivoda, který v této funkci nahradil Roberta Landsmana.
V dubnu roku 2011 byla rekonstruována budova Mariiných lázní (prezentovaná nově pod názvem Maria Spa Courtyard) a byla taktéž připojena ke komplexu, a to spojovací chodbou k Centrálním lázním.

## Fotogalerie

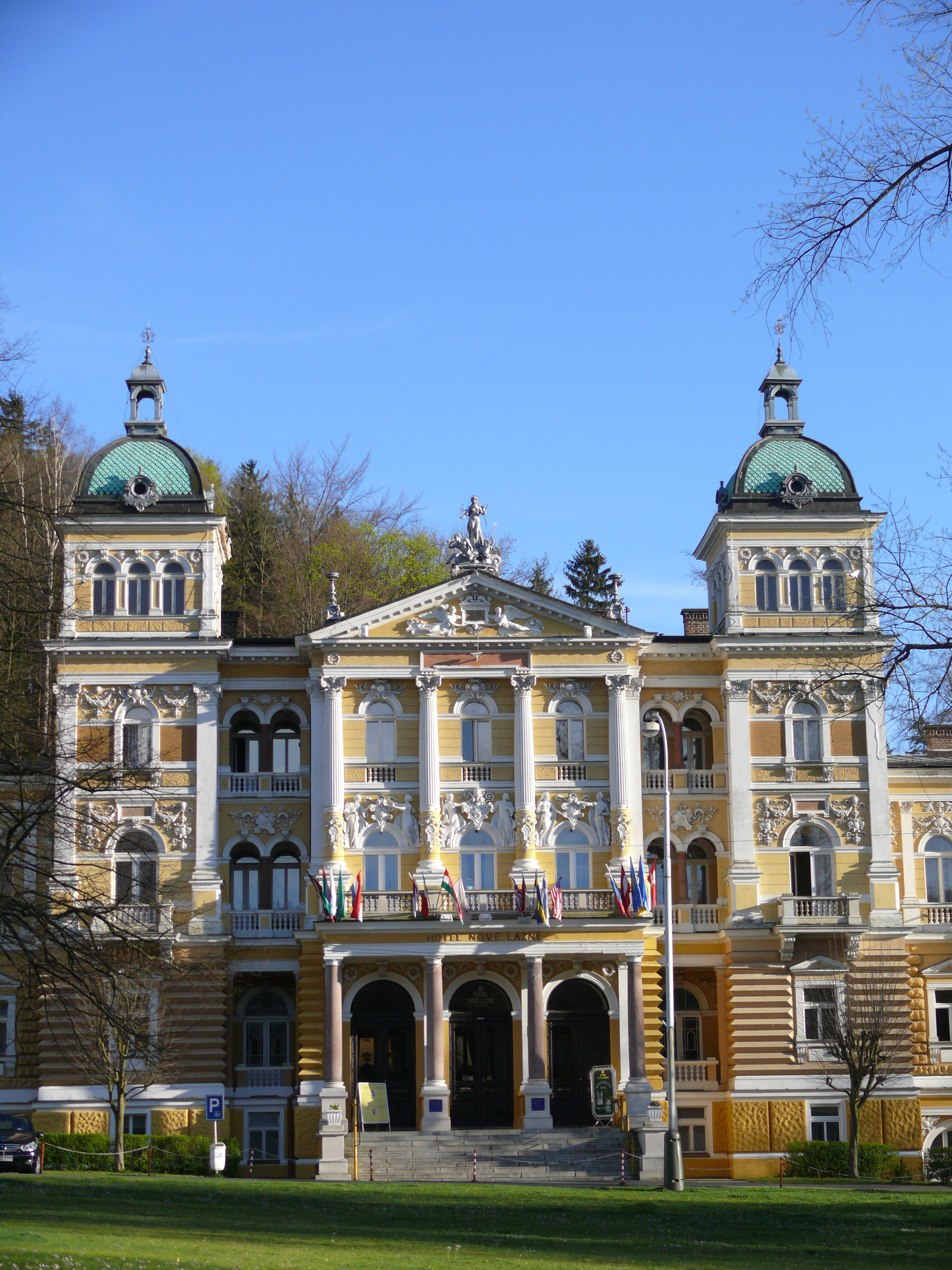
Nové lázně
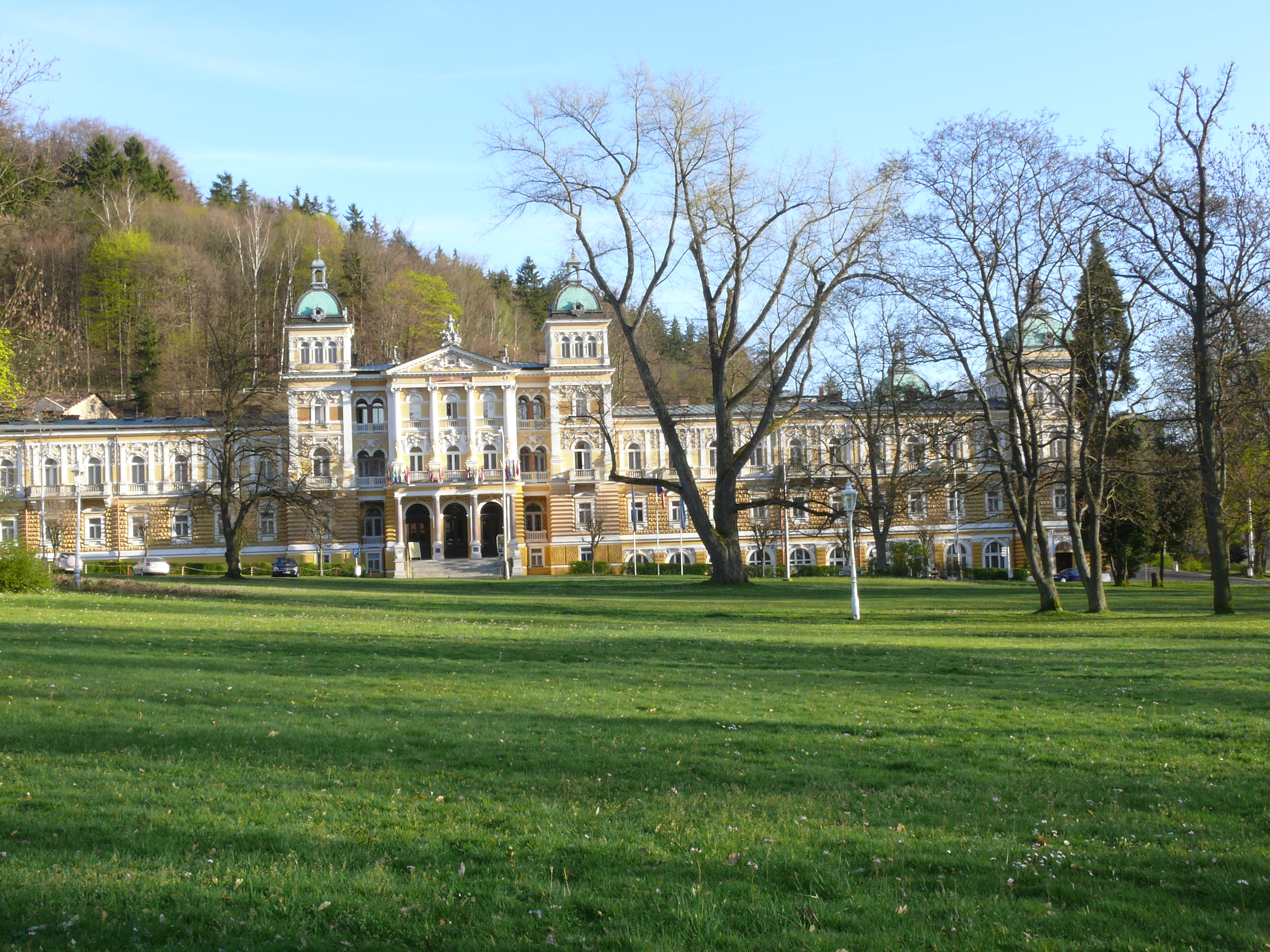
Nové lázně
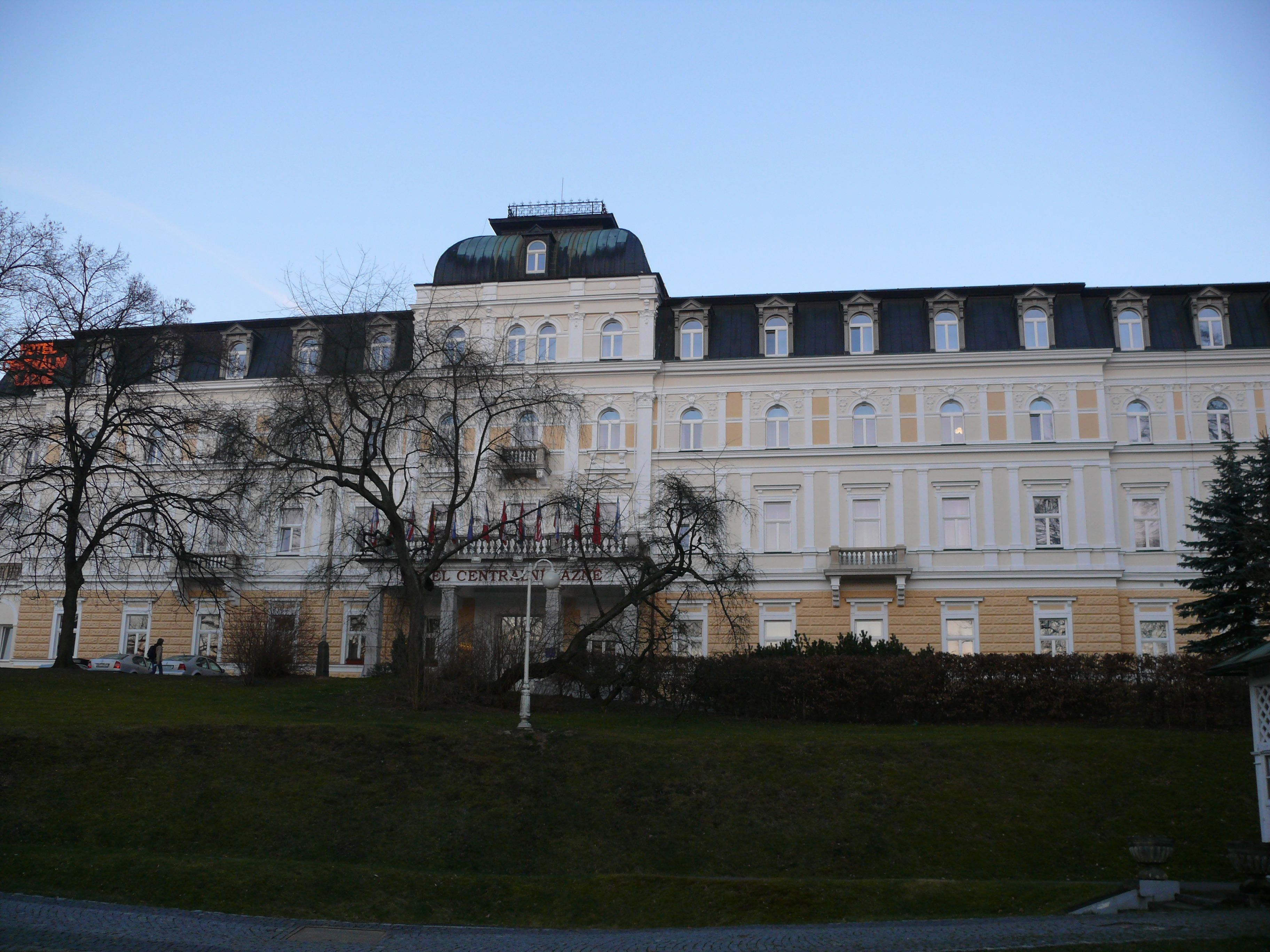
Centrální lázně
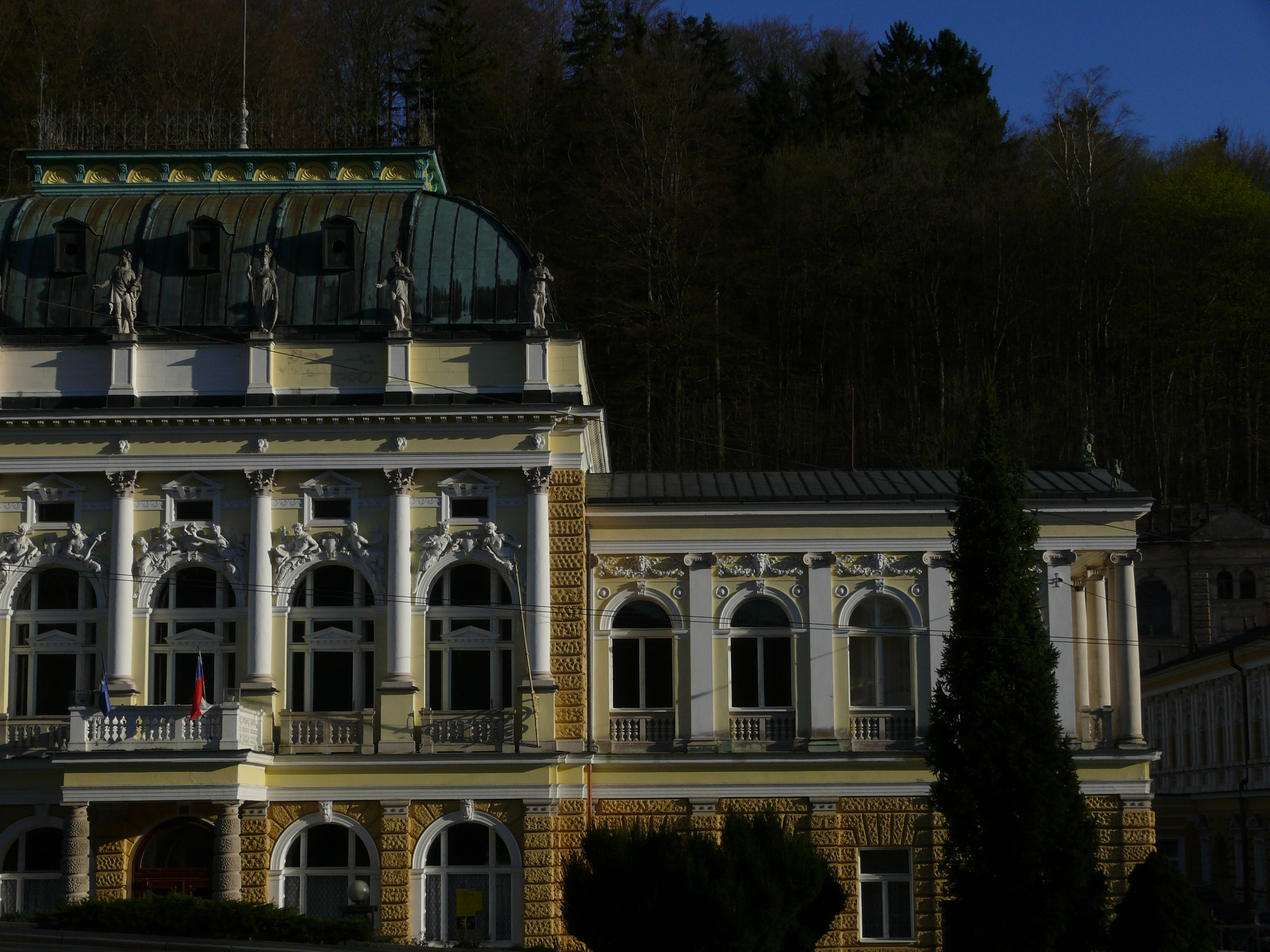
Casino
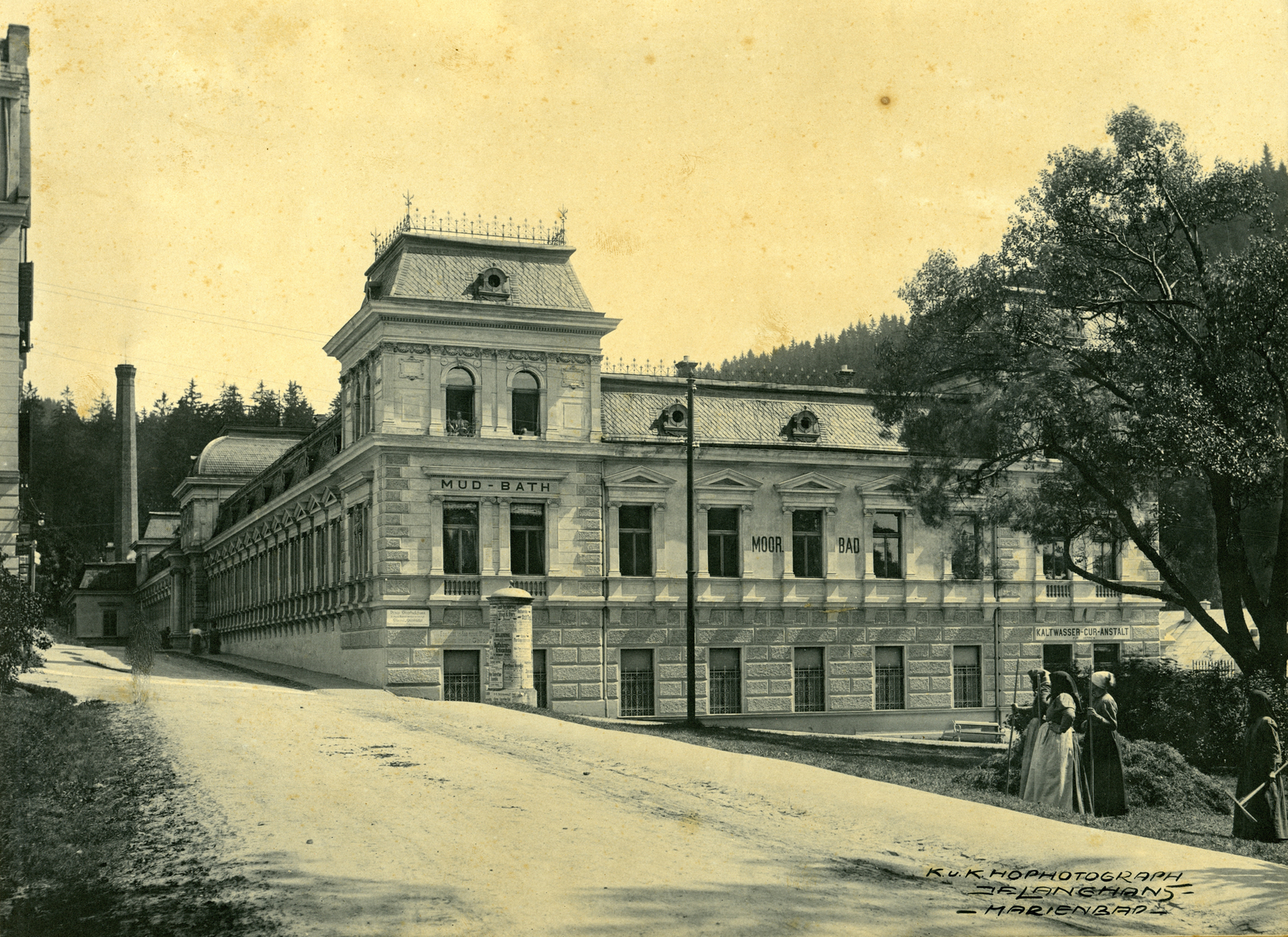
Původní budova Slatinných lázní